# Anne de Henning
Anne de Henning est une photographe française née en 1945. 

## Biographie
Anne de Henning est née en 1945.
À 23 ans, en 1969, elle s'embarque dans le Transsibérien, puis poursuit son voyage vers la Taïga, Hong Kong, l'Asie du Sud-Est, Manille : c'est le début d'une longue carrière de reporter et de photographe dans toute l'Asie du Sud-Est.  
Elle a été mariée au photographe indien Raghubir Singh. 
Elle est notamment présente au Bangladesh en 1972 lors de la guerre d'indépendance.
Ses photographies font l'objet d'une exposition rétrospective au Musée national des Arts asiatiques - Guimet en 2022.

## Collections publiques
- Musée Carnavalet, Paris[5].
- Musée de la Marine, Trocadéro, Paris.
- Musée national des Arts asiatiques - Guimet.

## Publications
- Les Montagnes, toits du monde
- Vivre dans l'Inde des mille fêtes
- Kérala, côte des épices